# Jean Chastanié
Jean Chastanié (ur. 24 lipca 1875 w Lorient, zm. 14 kwietnia 1948 w Paryżu) – francuski lekkoatleta specjalizujący się w biegach, dwukrotny medalista olimpijski.
Był wielokrotnym medalistą mistrzostw Francji, m.in. dwukrotnie złotym (w biegu na 400 metrów – 1901 oraz w biegu na 800 metrów – 1903), dwukrotnie srebrnym (w biegu na 800 metrów – 1904, 1905) oraz dwukrotnie brązowym (w w biegu na 1500 metrów – 1905 oraz w skoku w dal – 1907).
Reprezentował barwy Francji na rozegranych w 1900 r. w Paryżu letnich igrzyskach olimpijskich, podczas których zdobył dwa medale: srebrny w biegu drużynowym na 5000 metrów oraz brązowy w biegu na 2500 metrów z przeszkodami. Startował również w finale biegu na 4000 metrów z przeszkodami, zajmując 4. miejsce.